# Nina Wisłowa
Nina Giennadjewna Wisłowa (ros. Нина Геннадьевна Вислова; ur. 4 października 1986 w Moskwie) – rosyjska badmintonistka, brązowa medalistka olimpijska w grze podwójnej. W grze podwójnej występuje w parze z Waleriją Sorokiną, a w mikście z Witalijem Durkinym (do 2009 z Aleksandrem Nikołajenką).
Największym jej sukcesem jest brązowy medal igrzysk olimpijskich w Londynie w grze podwójnej.
Mistrzyni Europy z Manchesteru oraz dwukrotna brązowa medalistka z Herning i Karlskrony w grze podwójnej.